# 卡特·里克罗夫特
卡特·里克罗夫特（英語：Carter Rycroft，1977年8月29日—），加拿大男子冰壶运动员。他曾代表加拿大参加2002年冬季奥林匹克运动会冰壶比赛，获得一枚银牌。他也曾获2010年世界男子冰壶锦标赛冠军。